# 约旦站
约旦站（法語：Jourdain）是巴黎地鐵11號線的一個車站，位於巴黎十九區和巴黎二十區。约旦站開通於1935年4月28日，車站名稱來自於约旦路，而约旦路则是因当地教区同名使徒施洗約翰为他的门徒在约旦河施洗而得名。

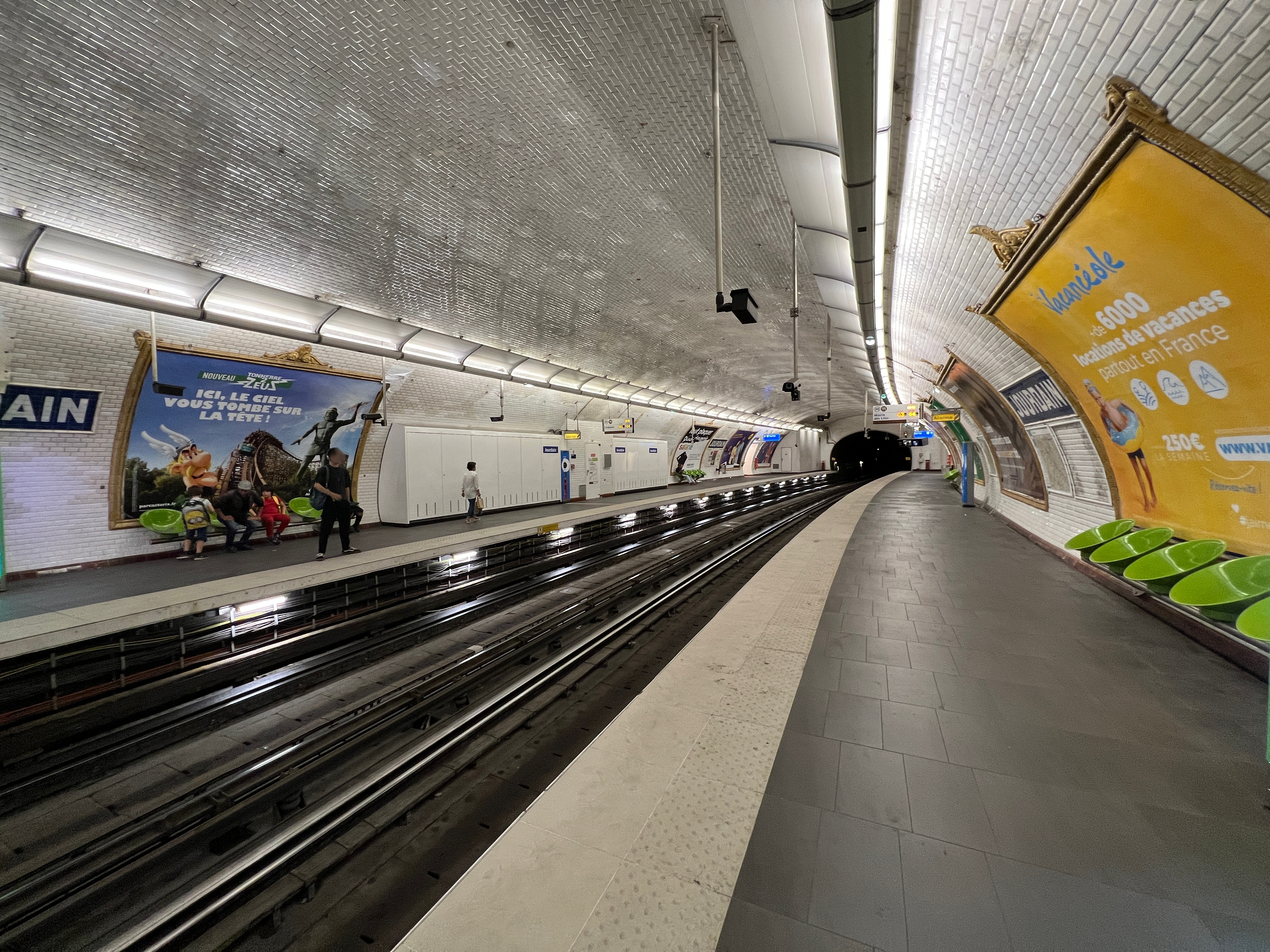
月台（2022年6月）

## 車站結構
| G  | 街道層             | 出入口                     |
| B1 | 夾層               | 往出入口                   |
| B2 | 側式月台，右側開門 | 側式月台，右側開門         |
| B2 | 南行               | 往沙特莱（比利牛斯）       |
| B2 | 北行               | 往莱利拉市政厅（節日廣場） |
| B2 | 側式月台，右側開門 |                            |